# Basilia pizonychus
Basilia pizonychus är en tvåvingeart som beskrevs av Scott 1939. Basilia pizonychus ingår i släktet Basilia och familjen lusflugor. Inga underarter finns listade i Catalogue of Life.